# Chionis albus
Chionis albus là một loài chim trong họ Chionidae.
Nó thường được tìm thấy trên mặt đất. Nó là loài chim đất duy nhất ở Nam Cực.
Loài chim này dài khoảng 380–410 mm (15–16 in), sải cánh dài 760–800 mm (30–31 in). Bộ lông có màu trắng tinh, ngoại trừ khuôn mặt màu hồng, nhăn nheo; tên Latinh của nó dịch thành "tuyết trắng".

## Hình ảnh

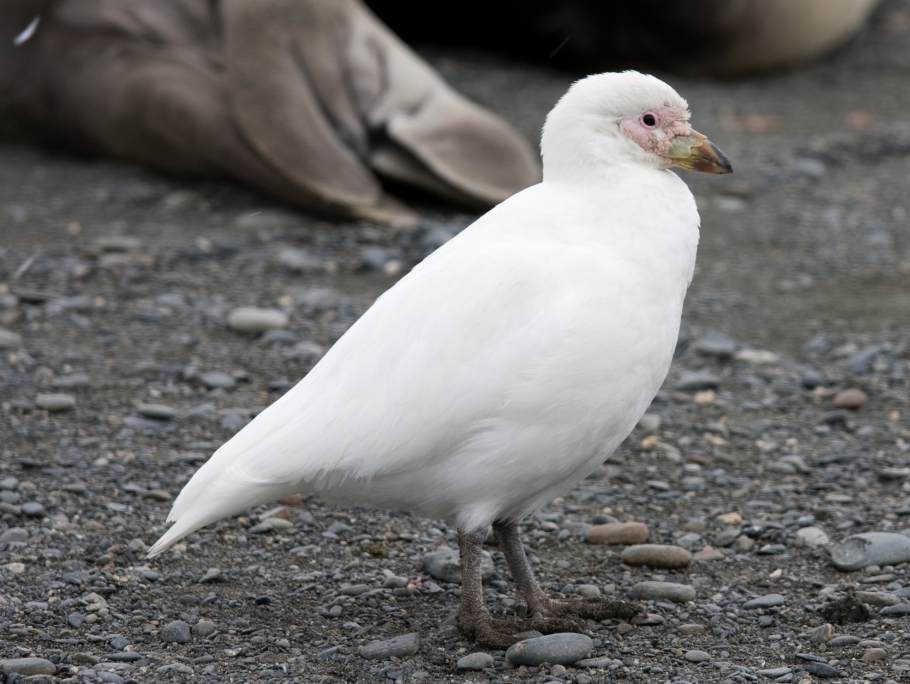
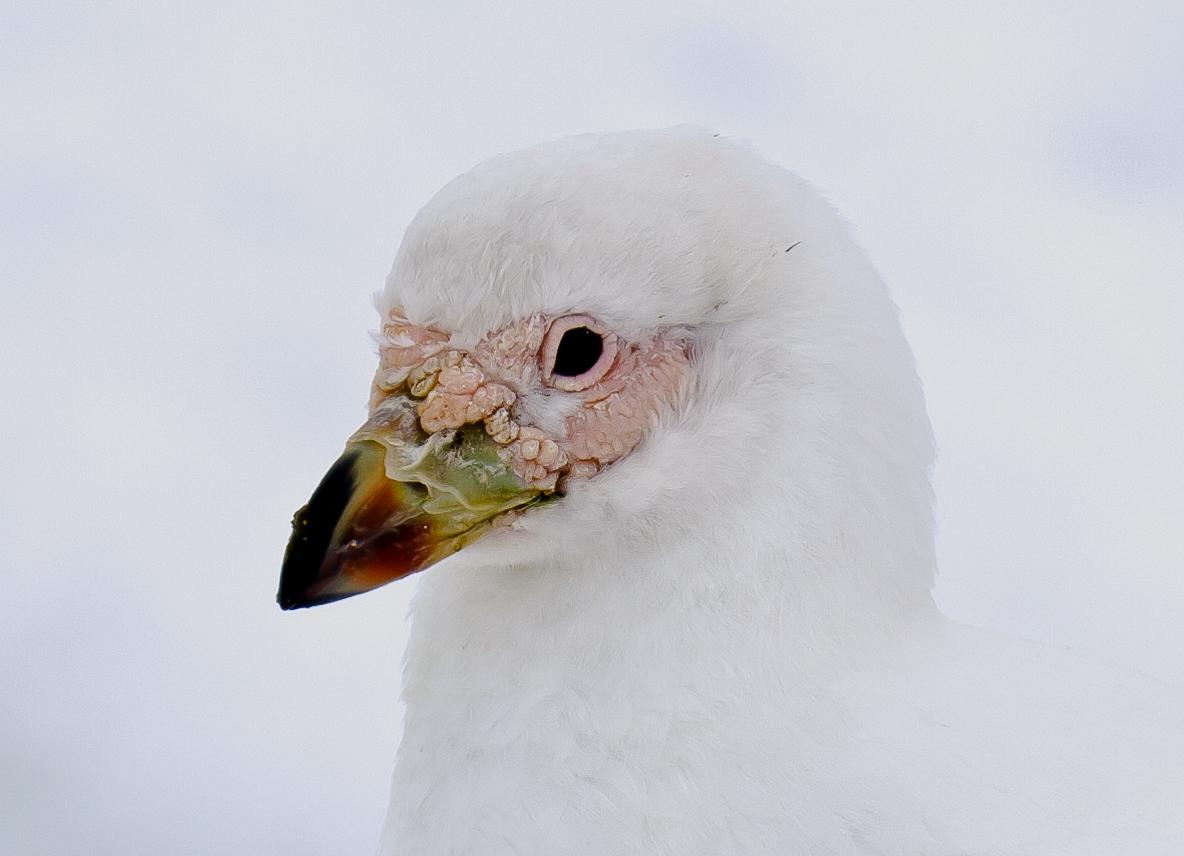
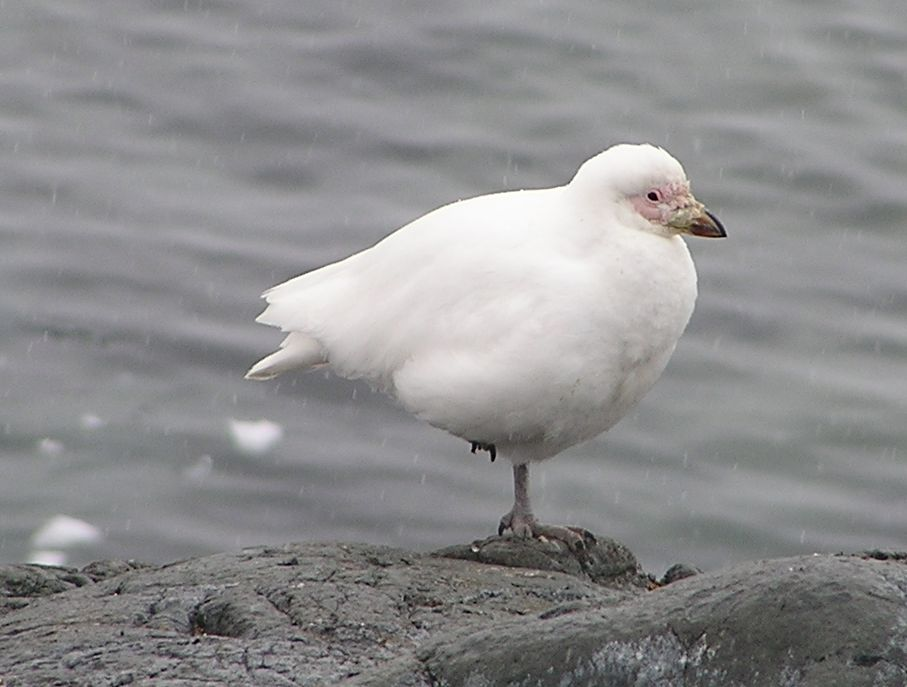